# Bloque Económico Búlgaro
El Bloque Económico Búlgaro fue un partido político búlgaro de ideología neoliberal. Participó por primera vez en las elecciones parlamentarias de 1991, cuando logró un 1,3% de la votación nacional, no pudiendo conseguir ningún escaño de la Asamblea Nacional de Bulgaria.
En las elecciones presidenciales de 1992 lograron un tercer puesto, con 16,78% de los votos, con su abanderado George Ganchev.
Para las elecciones parlamentarias de 1994 aumentaron su caudal electoral consiguiendo el 4,7% de los sufragios logrando 13 escaños de la Asamblea Nacional de Bulgaria y Ganchev salió nuevamente tercero con 22% en las elecciones presidenciales de 1996.
Con los comicios legislativos de 1997, el partido redujo a 12 sus escaños parlamentarios.
Poco antes de las elecciones parlamentarias de 2001, Ganchev abandonó la colectividad para establecer el Bloque George Ganchev. Esta división dio como resultado la suspensión de la legalidad del partido y lograron en dichos comicios un 1%, no pudiendo ganar ningún escaño en la Asamblea, con lo que desapareció de la legalidad política.